# Rabianum
Rabianum és el nom que tenien el governadors (alcaldes) de les ciutats de Sumer que no eren capital de l'estat, però que tenien una certa importància. Normalment eren capçaleres de districte. Cada ciutat estat tenia uns quants districtes que generalment no es coneixen. Els arxius de Lagash esmenten els districtes de la ciutat, que eren 8, essent els 3 més importants Lagash, Girsu i Nina. Els Rabianum actuaven a Lagash i Nina, perquè en l'època dels arxius la capital estava a Girsu.